# Steensgård
 For alternative betydninger, se Steensgård (flertydig). (Se også artikler, som begynder med Steensgård)
Steensgård er en hovedgård på Nordlangeland. I slutningen af middelalderen var der en lille adelsgård ved navn Krogagergaard; i tidens løb blev den til den anselige hovedgård Steensgård. Krogager nævnes første gang i 1442. Navnet Steensgård er fra 1577. Gården ligger på en bakke med udsigt over havet, og ligger i Snøde Sogn, Langelands Nørre Herred, Svendborg Amt, Tranekær Kommune. Hovedbygningen er opført i 1580-1585, om-tilbygget i 1836-1837 ved G.F. Hetsch.
Steensgård Gods er på 429 hektar inklusive skov og ejendommene Lille Fredsskov og Kværndrup.

## Ejere af Steensgård
- (1442-1473) Peder Jacobsen Steensen
- (1473-1500) Hans Jensen Mylting
- (1500-1574) Kronen
- (1574-1577) Knud Steensen
- (1577-1586) Anne Lunge gift Steensen
- (1586-1594) Hans Knudsen Steensen
- (1594-1611) Margrethe Basse gift Steensen
- (1611-1638) Knud Hansen Steensen
- (1638-1659) Vincents Hansen Steensen
- (1659-1660) Anne Ditlevsdatter Holck gift Steensen
- (1660-1665) Anne Ditlevsdatter Holcks dødsbo
- (1665-1677) Hans Ditlev Steensen
- (1677-1709) Henrik Hansen Steensen
- (1709-1750) Hans Gotfred Henriksen Steensen
- (1750-1757) Anne Sophie Kaas gift Steensen
- (1757-1793) Carl Frederik Hansen Steensen
- (1793-1799) Anna Sophie Kaas gift Steensen
- (1799-1813) Anne Sophie Carlsdatter Kaas Steensen gift de Leth
- (1813-1825) Carl Frederik Carlsen Steensen-Leth
- (1825-1893) Vincents Carlsen Steensen-Leth
- (1893-1914) Vincents Steensen-Leth
- (1914-1949) Vincents Steensen-Leth
- (1949-1950) Lily Adriane Meyer gift Steensen-Leth
- (1950-1962) Vincents Steensen-Leth
- (1962-2005) Christian Vincents Steensen-Leth
- (2005-) Charlotte Christiansdatter Steensen-Leth / Thomas Bernt Henriksen